# Electric Guitarist
Electric Guitarist är ett musikalbum av John McLaughlin, hans femte som soloartist. Det utgavs 1978 av skivbolaget Columbia Records. Flera kända musiker inom fusion medverkar som gästartister på skivan. Bland dem kan Carlos Santana, Chick Corea, Billy Cobham, Jack DeJohnette och David Sanborn nämnas. Albumet blev väl mottaget och också en hyfsad försäljningsframgång.

## Låtlista
(låtar utan angiven upphovsman av John McLaughlin)
1. "New York on My Mind" - 5:46
2. "Friendship" - 7:02
3. "Every Tear from Every Eye" - 6:53
4. "Do You Hear the Voices That You Left Behind?" - 7:41
5. "Are You the One? Are You the One?" - 4:43
6. "Phenomenon: Compulsion" - 3:23
7. "My Foolish Heart" (Victor Young, Ned Washington) - 3:25

## Listplaceringar
- Billboard 200, USA: #105[2]
- Topplistan, Sverige: #40[3]